# 배핀 해류

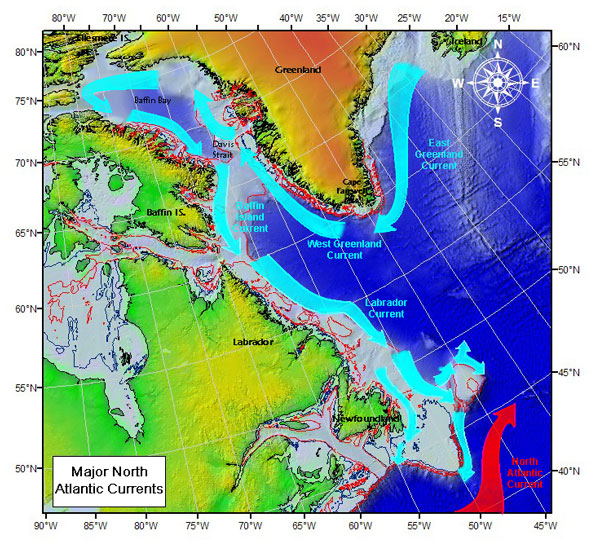

배핀 해류(Baffin Current) 또는 배핀섬 해류(Baffin Island Current)는 배핀섬을 따라 북극해 배핀만의 서쪽을 남쪽으로 흐르는 해류이다. 서부 그린란드 해류와 북극해로부터의 유출에서 기원한다. 속도는 하루 약 17km(11마일)이다.

## 같이 보기
- 래브라도 해류